# Pangrapta similistigma
Pangrapta similistigma är en fjärilsart som beskrevs av W. Warren 1913. Pangrapta similistigma ingår i släktet Pangrapta och familjen nattflyn. Inga underarter finns listade i Catalogue of Life.